# Nephalius cassus
Nephalius cassus là một loài bọ cánh cứng trong họ Cerambycidae.